# The Young Girl and the Monsoon
The Young Girl and the Monsoon è un film del 2001 diretto da James Ryan.
Il film è uscito negli USA il 27 aprile 2001.

## Trama
Constance, curiosa, petulante e a volte inaspettatamente saggia, è la figlia tredicenne di un famoso e premiato fotoreporter Hank, con il quale, per via del divorzio dalla madre e dei continui, lunghi e spesso pericolosi, viaggi dovuti al suo lavoro di reporter, ha sempre tenuto rapporti radi e superficiali vivendo con esso un fragile legame a distanza. Quando, risposatasi, la madre di Constance parte per una luna di miele di tre mesi all'estero, la ragazza si trasferisce temporaneamente nell'appartamento del padre e, ovviamente, ne stravolge la vita, costringendo l'uomo ad affrontare i problemi, per lui nuovi, dell'essere padre di una adolescente fin troppo vivace e "sveglia" e, infine, a riconsiderare la sua stessa vita, sia privata che professionale.